# Faustkeil von Salzuflen

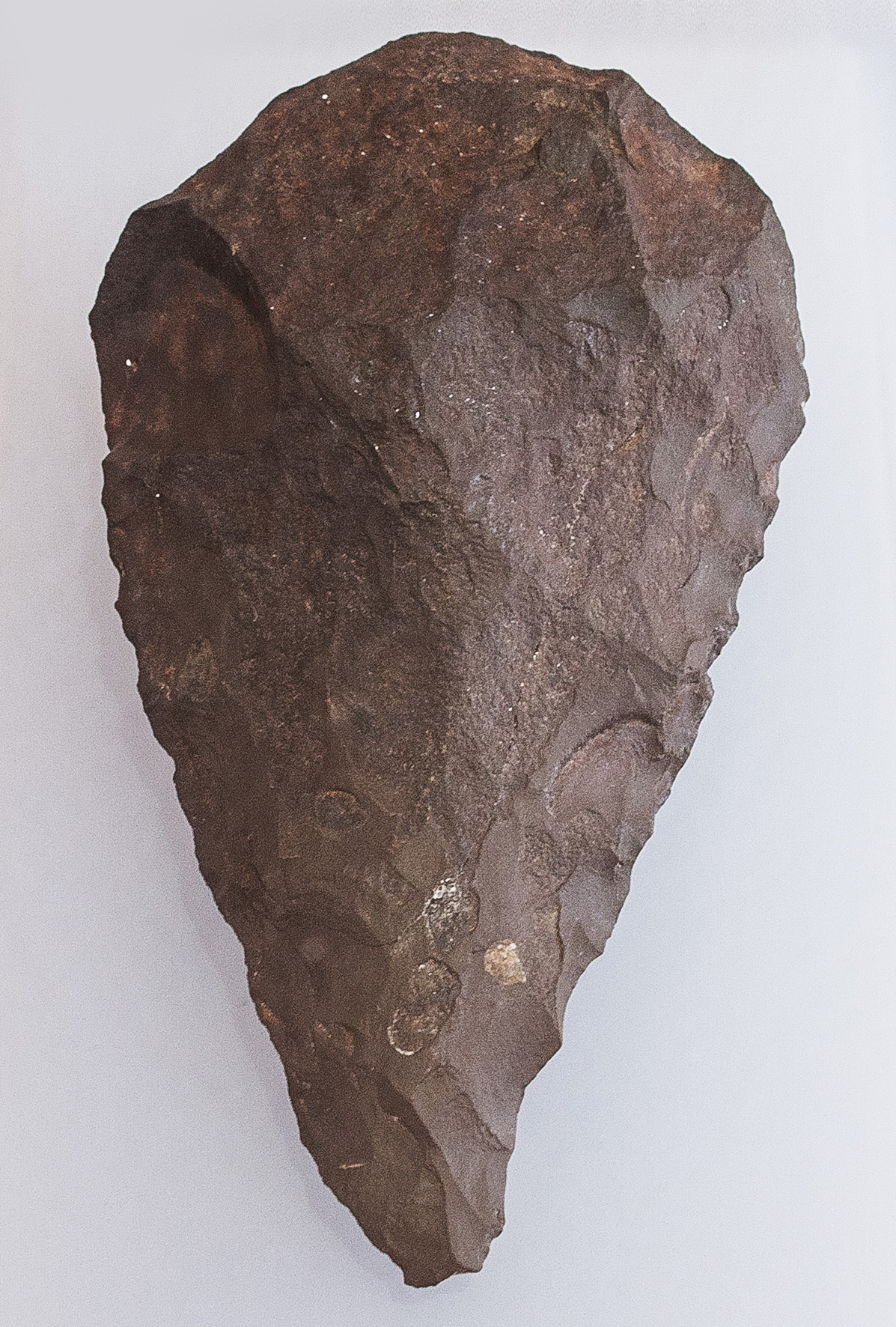
Faustkeil von Salzuflen

Der Faustkeil von Salzuflen ist ein auf die Zeit vor 350.000 bis 300.000 Jahren datiertes Steinwerkzeug, das 1997 in der lippischen Stadt Bad Salzuflen in Nordrhein-Westfalen entdeckt wurde. Daher wird er der Epoche des Homo heidelbergensis zugerechnet. Der Faustkeil, ein Lesefund aus dem Ortsteil Ahmsen, befindet sich heute in der Archäologischen Sammlung des Lippischen Landesmuseums in Detmold.

## Fundort
Das Werkzeug wurde 1997 im Aushubmaterial einer Baugrube für ein Wohnhaus im heutigen Bad Salzufler Ortsteil Ahmsen von dem Maurermeister Harald Hübener gefunden, jedoch erst später von dem Prähistoriker Jürgen Richter vom Institut für Ur- und Frühgeschichte der Universität zu Köln untersucht.

## Beschreibung
Der mittelpaläolithische Faustkeil gilt seither als ältestes Werkzeug Westfalens, womöglich des gesamten Bundeslandes Nordrhein-Westfalen. Sein Kontext ist jedoch nicht stratigraphisch gesichert, sondern nur durch Vergleich mit westeuropäischen Parallelfunden. Der schwarzbraune Faustkeil besteht aus sehr hartem Kieselschiefer (Radiolarit oder Lydit, auch Chert genannt), ist 15 Zentimeter lang, 8,7 Zentimeter breit, bis zu 4,6 Zentimeter dick und wiegt 355 Gramm.
Der Faustkeil von Salzuflen gilt als Beispiel für einen „außergewöhnlich komplex gearbeiteten“ (Jürgen Richter) Faustkeil des Mittelpaläolithikums, der plan-konvex gearbeitet wurde (eine Seite ist plan, die andere konvex). Er besitzt ein dünnes, schlankes Oberteil und eine schwere knollenförmige Basis. Die möglicherweise unter Hitze entwickelten Klüfte des von Natur aus geschichteten Materials führten dazu, dass eine Scherbe an der Unterseite abgebrochen war. Diese wurde anscheinend schon von dem Besitzer wieder angesetzt und geklebt. Basis und Oberseite sind porös, im Material sind 1 bis 2 Millimeter große fossile Schnecken eingeschlossen.

## Analyse des Herstellungsprozesses
Um den Herstellungsprozess zu verstehen, wurde eine Analyse der Arbeitsschritte durchgeführt. Dabei konnten 18 Arbeitsschritte oder Bearbeitungsbereiche festgestellt werden. Die Herstellung konzentrierte sich in den ersten vier Arbeitsschritten auf die Zurichtung derjenigen Kantenpartien, an denen später die Arbeitskanten entstanden, wohingegen die Basis unbearbeitet blieb; die natürliche Oberfläche wurde belassen. Der fünfte Arbeitsschritt diente der Verdünnung des Spitzenteils. Der Hersteller konzentrierte sich von Anfang an auf die Bearbeitung der späteren Arbeitskanten, das Werkzeug wurde also nicht vollständig bearbeitet. Es handelt sich also nicht um ein Halbfabrikat, bei dem man sich die Anlage verschiedener Arbeitskanten oder -enden zunächst offenhielt. Insgesamt entstand dabei ein Energieübertragungswerkzeug. Die Kraftübertragung erfolgte von der durch das runde, dicke Basisteil geschützten Hand durch den Korpus des Faustkeils bis zum Spitzenteil, der die Form einer diagonal aufgeschnittenen Pyramide annimmt, während die Handhabungseinheit, also der besagte Basisteil, die Form eines flachen Zylinders oder Quaders annimmt. Die Schnittstelle zwischen diesen beiden Körpern wurde – und zwar erst nach der Fertigstellung der Arbeitskanten – durch kräftige Verdünnungsschläge überbrückt. Dies geschah möglicherweise infolge einer gewissen Abnutzung und dieser folgenden Reduzierung des Volumens. Insgesamt handelt es sich also um ein Konzept, in dem verschiedene geometrische Körper imaginiert und verbunden wurden.

## Verwendung
Der Faustkeil diente zum Schaben und zum Schneiden, letzteres erfolgte mit der Spitze, die für harte Schläge oder Stiche nicht geeignet, jedoch sehr scharf war. Einer Trennfunktion dienten wiederum andere Bereiche, die bewusst nicht sehr scharf waren, um zum Beispiel Jagdbeute enthäuten zu können, ohne dabei zu schneiden. Insgesamt handelt es sich um ein sogenanntes outil biface (‚zweiseitig bearbeitetes Werkzeug‘) mit den Funktionen Schneiden, Schaben und Trennen. Dass es sich bei diesem Faustkeil um eine besondere Arbeit handelt, zeigt sich darin, dass er eine asymmetrisch konvergierende Arbeitskante mit feiner alternierender Retuschierung aufweist, vergleichbar einem anderen Faustkeil (3-P) vom Fundplatz bei Soucy im Tal der Yonne. Dieses Stück konnte in das Interglazial MIS-9 Holstein-Interglazial datiert und somit auf ein Alter von 350.000 Jahren bestimmt werden.